# Golinda
Golinda est une ville des comtés de McLennan et Falls, au Texas, aux États-Unis. Sa population s’élevait à 559 habitants lors du recensement de 2010.

## Source de la traduction
- (en) Cet article est partiellement ou en totalité issu de l’article de Wikipédia en anglais intitulé « Golinda, Texas » (voir la liste des auteurs).